# Lasioglossum michaelseni
Lasioglossum michaelseni är en biart som först beskrevs av Heinrich Friese 1916.  Lasioglossum michaelseni ingår i släktet smalbin, och familjen vägbin. Inga underarter finns listade i Catalogue of Life.